# Sula (affluente del Dnepr)
Il Sula in ucraino Сула? è un fiume dell'Ucraina ed è un affluente di sinistra del fiume Dnepr.

## Geografia
Nasce nel Rialto centrale russo, passa per bassopiano di Prydniprov e sfocia nel bacino idrico di Kremenčuk situato sul fiume Dnepr. È lungo 310 km è il suo bacino idrografico è di 18.100 km². L'alimentazione del fiume deriva principalmente dallo scioglimento delle nevi invernali. Il fiume è congelato da dicembre a fine marzo-inizio aprile.

## Usi
Il fiume è usato per la distribuzione dell'acqua potabile e la pesca. Dal basso corso (dalla città di Lubny), il fiume, è anche navigabile.

## Affluenti
Gli affluenti maggiori sono:
- destra
  - Tern
  - Romen
  - Lohvycja
  - Udaj

- sinistra
  - Sliporid
  - Orzhycja

## Città situate sul fiume
- Lubny
- Romny
- Červonozavods'ke